# تاريخ تصميم تيلر-أولام

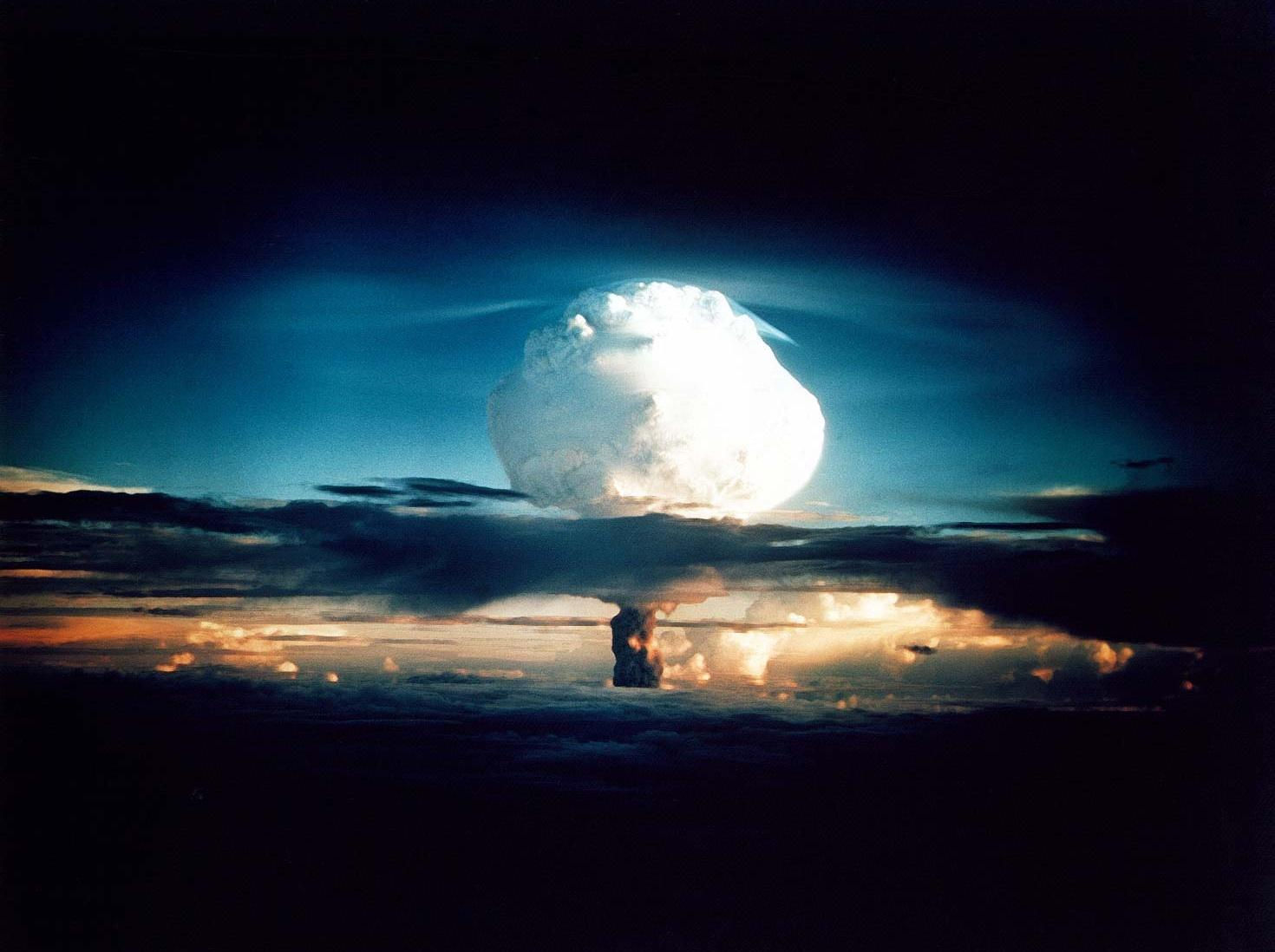
التجربة الأولى الكاملة لتصميم تيلر-أولام بقوة 10.4 ميغاطن، في 1 نوفمبر 1952

تصميم تيلر-أولام هو المفهوم التقني المسؤول عن كل الأسلحة النووية الحرارية الحديثة، والذي يُعرف أيضًا باسم القنبلة الهيدروجينية. يُعتقد أن هذا التصميم، الذي تعتبر تفاصيله أسرارًا عسكرية معروفة لبعض الدول الكبرى، هو المُستخدم في جميع الأسلحة النووية الحديثة، والتي تعتبر ترسانات القوى النووية الكبرى.

## التاريخ

### قنبلة تيلر «الخارقة»

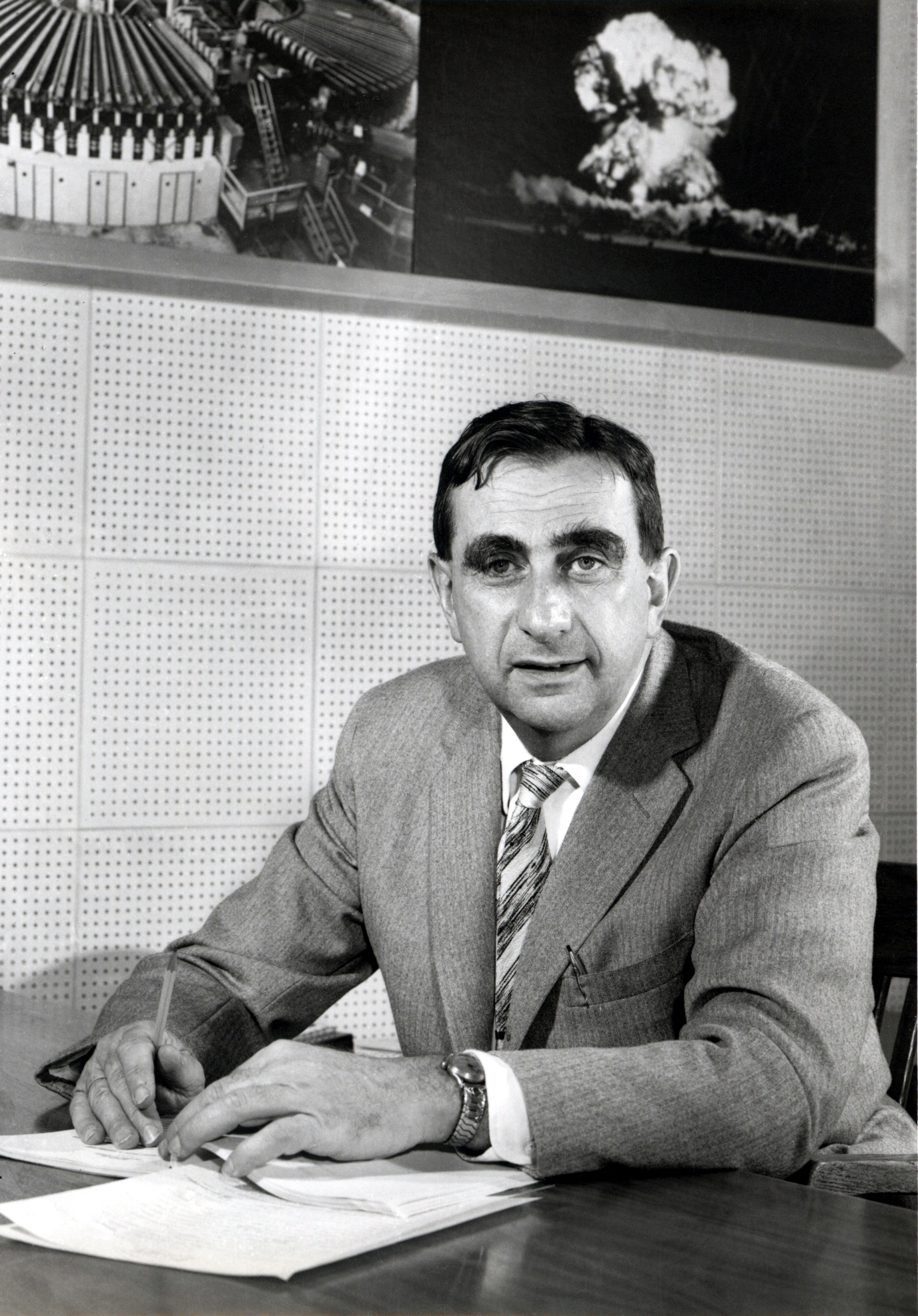
مارس عالم الفيزياء إدوارد تيلر على مدى سنوات عدة دورًا رئيسيًا في الضغط من أجل إجراء البحوث في مجال تطوير أسلحة انشطارية.

اقتُرحت فكرة استخدام الطاقة النووية الانشطارية لبدء تفاعل نووي اندماجي لأول مرة بواسطة الفيزيائي الإيطالي إنريكو فيرمي لزميله إدوارد تيلر في خريف عام 1941 في أثناء ما أصبح بعد ذلك بفترة قليلة مشروع مانهاتن، الذي جمع جهود الولايات المتحدة والمملكة المتحدة لتطوير أول سلاح نووي. شارك تيلر بعد ذلك بفترة وجيزة بمؤتمر روبرت أوبنهايمر الصيفي بخصوص تطوير قنبلة نووية انشطارية بجامعة كاليفورنيا في بركلي، حيث قاد تيلر النقاش باتجاه فكرة إنشاء قنبلة «خارقة»، ستكون أقوى بعدة مرات، افتراضيًا، من السلاح النووي الانشطاري الذي لم يُطوَّر بعد. افترض تيلر أن مهمة خلق القنبلة الاندماجية ستكون مجرد مسألة هندسية على أقصى تقدير، وأن القنبلة الخارقة ستمثل تحديًا نظريًا أشد إثارةً للاهتمام.
على أي حال، ركزت الجهود على تطوير الأسلحة الانشطارية أولًا خلال الفترات المتبقية من الحرب. ومع ذلك، استمر تيلر ساعيًا وراء تطوير قنبلته «الخارقة»، لدرجة إهماله العمل الموكل إليه لتطوير السلاح النووي الانشطاري بمختبر لوس ألاموس السري حيث كان يعمل، وكان العمل الذي يرفضه تيلر يوكل إلى كلاوس فوكس، الذي اكتُشف أنه جاسوس للاتحاد السوفييتي بعد ذلك. مُنح تيلر بعض الموارد ليستخدمها في دراسة القنبلة «الخارقة»، واتصل بصديقته ماريا غوبرت ماير لتساعده في العمليات الحسابية الشاقة الخاصة بالعتامة. ومع ذلك، أثبتت فكرة صناعة القنبلة «الخارقة» أنها صعبة المنال، وكان إجراء عملياتها الحسابية أمرًا صعبًا للغاية، تحديدًا لعدم توفر مكان لإجراء الاختبارات المتعلقة بالأسس الخاصة بهذه القنبلة على نطاق صغير، وبالمقارنة، يسهل فحص خصائص القنبلة الانشطارية باستخدام المسرعات الدورانية، والمفاعلات النووية المصنوعة حديثًا، وبعض الاختبارات الأخرى المتنوعة.
تمرد العديد من علماء لوس ألاموس على فكرة خلق سلاح أقوى بآلاف المرات من القنابل الذرية الأولى بعد القصف الذري على هيروشيما وناغاساكي. كان لهذه القضية، بالنسبة للعلماء، جانبٌ تقني يتمثل في كون التصميم الخاص بالسلاح غير مؤكَّد وغير عملي إلى حد ما، وجانبٌ أخلاقي يتمثل في رؤيتهم أن هذا السلاح يمكن أن يُستخدم فقط ضد مجموعات سكانية كبيرة من المدنيين، ومن ثم يمكن أن يُستخدم فقط باعتباره سلاحًا للإبادة الجماعية. نبه العديد من العلماء، مثل زميل تيلر العالم هانز بيته الذي اكتشف تفاعلات الانصهار النجمي، وهي تفاعلات نووية اندماجية تحدث داخل النجوم، أن الولايات المتحدة ينبغي أن تتوقف عن تطوير مثل هذه الأسلحة، وأن تكون مثالًا يُحتذى به من قبل الاتحاد السوفييتي. رأى مؤيدو هذه الأسلحة مثل تيلر، وبيركلي، والفيزيائيين إرنست لورانس ولويس ألفاريز، أن تطوير مثل هذه الأسلحة أمر حتمي، واعتبروا أن التوقف عن تطوير مثل هذه الحماية لشعب الولايات المتحدة، خاصةً مع احتمالية تطوير نفس هذا السلاح بواسطة الاتحاد السوفييتي، أمرًا غير أخلاقي وغير حكيم. كان الآخرون، مثل أوبنهايمر، لا يزالون معتقدين أنه من الأفضل أن يُنفق المخزون الحالي للمواد الانشطارية في محاولات تطوير ترسانة كبيرة من الأسلحة الذرية التكتيكية بدلًا من إهدارها بشكل كبير على تطوير بضعة قنابل ضخمة «خارقة».
باغت الاتحاد السوفييتي المحللين الغربيين عندما فجر أول قنبلة ذرية سوفييتية في عام 1949، التي أطلقت عليها الولايات المتحدة اسم «جو 1»، وأمر الرئيس الأمريكي هاري ترومان بإنشاء برنامج لتطوير قنبلةً هيدروجينيةً في أوائل عام 1950. عاد العديد من العلماء إلى لوس ألاموس للعمل على مشروع القنبلة «الخارقة»، ولكن كانت المحاولات الأولى غير عملية إلى حد كبير. اعتُقد في تصميم القنبلة «الخارقة» الكلاسيكي أن الحرارة وحدها من القنبلة الانشطارية يمكن أن تُستغَل لإشعال المواد الاندماجية النووية، ولكن تبين أنه أمر مستحيل. ولفترة من الوقت، ظن العديد من العلماء أن هذا السلاح يستحيل بناؤه، وبعضهم كان يأمل بذلك.

### إسهامات أولام وتيلر
إن تاريخ إنجاز تيلر-أولام غير معروف بصورة كاملة، ويرجع هذا جزئيًا إلى الحسابات الشخصية المتصارعة، والتستر المستمر على الوثائق التي كانت من الممكن أن تكشف ما هو أقرب إلى الحقيقة. وضعت النماذج السابقة للقنبلة «الخارقة» الوقود النووي الاندماجي بطريقة تحيط بالزناد الانشطاري، بشكل كروي، أو في القلب بشكل مشابه للسلاح الانشطاري المعزز، وذلك على أمل أنه كلما اقترب الوقود الاندماجي من الانفجار الانشطاري، زادت احتمالية إشعال هذا الوقود الاندماجي بواسطة القوة المُطلقة من الحرارة المُولدة.

في عام 1951، وبعد أعوام عديدة من العمل غير المثمر على القنبلة «الخارقة»، استولى تيلر على فكرة ثورية من عالم الرياضيات البولندي المهاجر ستانيسلو أولام، وطورها إلى أول تصميم عامل لقنبلة هيدروجينية بمدى يصل إلى ميغاطن واحد. اقترح تيلر وأولام هذا التصور، الذي يُسمى الآن «الانبجار التدريجي»، لأول مرة في ورقة علمية سرية بعنوان حول التفجيرات متباينة الحفز 1. العدسات الهيدروديناميكية ومرايا الإشعاع بتاريخ 9 مارس من عام 1951. يُعتبر القدر الذي ساهم به كل من تيلر وأولام في ما أصبح معروفًا باسم «تصميم تيلر-أولام» أمرًا غير معروف بشكل دقيق في الملكية العامة، إذ تتناسب درجة التقدير التي مُنح إياها تيلر من قبل علمائه المعاصرين مع ظنهم الجيد فيه بشكل عام. صرح تيلر لأحد الصحفيين في لقاء مع مجلة ساينتفك أمريكان في عام 1999:
لقد ساهمت؛ وأولام لم يساهم. أعتذر لاضطراري إلى الإجابة بهذا الشكل المفاجئ. كان أولام مستاءً من الطريقة القديمة المتبعة. أعطاني جزءًا من فكرة سبق لي أن عملت عليها بالفعل وحاولت بصعوبة أن أقنع الناس بها. كان يريد أن يوقع على هذه الورقة العلمية. وعندما تطرق الأمر إلى الدفاع عنها والعمل عليها بشكل جاد، رفض وقال إنه لا يؤمن بصحة هذه الورقة.
تُعد هذه القضية أمرًا جدليًا. استشهد بيته في مقاله «مذكرة حول تاريخ برنامج القنبلة الهيدروجينية» في عام 1952 بتيلر باعتبار أنه مكتشف «نهج جديد كليًا للتفاعلات النووية الحرارية»، والذي «كان شيئًا من الإلهام»، ومن ثم كان أمرًا «يصعب التنبؤ بحدوثه» و«مفاجئًا بشكل كبير». تكلم بيته، على مسمع من أوبنهايمر في عام 1954، عن عمل تيلر «منقطع النظير» في اختراع القنبلة الهيدروجينية. صرح بيته أخيرًا في عام 1997 بأن «تيلر ابتكر هذا الاختراع الحاسم في عام 1951».
ادعى بعض العلماء الآخرين (من المعادين لتيلر، مثل جاي كارسون مارك) أن تيلر لم يكن ليتوصل إلى أي شيء دون فكرة أولام. كان مصمم الأسلحة النووية تيد تايلور واضحًا بخصوص منح التقدير لاكتشاف التدريج الأساسي وأفكار الانضغاط إلى أولام، بينما منح تيلر تقديرًا لتعرفه على الدور الحاسم للإشعاع في مقابل الضغط الهيدروديناميكي.
أصبح تيلر معروفًا في الصحافة باسم «والد القنبلة الهيدروجينية»، وهو لقب لم يسعَ إلى التخلص منه. انزعج العديد من زملاء تيلر بسبب ما بدا عليه من سعادة بحصوله على التقدير الكامل وحده لشيء شارك فيه فقط بجزء من العمل، واستجابةً منه لهذا الانزعاج، وبتشجيع من إنيركو فيرمي، كتب تيلر مقالةً بعنوان «عمل العديد من الأشخاص»، نُشرت في مجلة ساينس في فبراير عام 1955، للتأكيد أنه لم يكن وحده الذي طور هذا السلاح، ولكنه كتب لاحقًا في مذكراته أنه اضطر إلى أن يكذب «كذبةً بيضاء» في مقالة عام 1955، وأشار إلى أنه يجب أن يحصل على التقدير الكامل وحده في اختراع هذا السلاح. قال هانز بيته، الذي اشترك أيضًا في مشروع القنبلة الهيدروجينية، مازحًا: «أعتقد أنه من الدقة التاريخية أن نقول أن أولام هو والد القنبلة الهيدروجينية، فهو من موضع البذرة، وتيلر سيكون الأم، فهو من اعتنى بالطفل. أما أنا، فأعتقد أنني القابلة».